# Емил Торшбеф
Емил Торшбеф (фр. Emile Torcheboeuf; Сент Уан, 17. јун 1876 — Париз, 29. новембар 1950) је француски атлетичар, такмичар у скоку удаљ на прелазу из 19. века у 20. век.
На Олимпијским играма 1900. у Паризу у скоку удаљ без залета (из места) резултатом 3,03 m освојио је брозану медаљу.